# Jan ter Laak (naamkundige)
Johannes Carolus (Jan) ter Laak (Hengelo, 1 december 1950 - Nieuwegein, 13 februari 2006) was een Nederlands naamkundige en wiskundige.

## Activiteiten
Ter Laak was naast zijn functie als docent wiskunde actief als freelance naamkundige en in die hoedanigheid wetenschappelijk medewerker binnen een aantal projecten van onder meer de Rijksdienst voor het Oudheidkundig Bodemonderzoek, Wageningen University, de provincie Gelderland, de archeologische dienst van de gemeente Zutphen, RAAP Archeologisch Adviesbureau en Bureau Overland.
Binnen de zogenaamde Wageningse school  van het vakgebied der historische geografie en de Oost-Nederlandse archeologie werd hij zeer gewaardeerd vanwege zijn belangrijke en vernieuwende bijdrage aan het onderzoek naar de relatie tussen toponiemen en het historisch cultuurlandschap. Binnen korte tijd wist hij daardoor een belangrijke rol in archeologische en historisch-geografische kringen te spelen. Hij leverde onder meer een inhoudelijke bijdrage aan het baanbrekende proefschrift Het Drentse esdorpenlandschap. Een historisch-geografische studie van Theo Spek.
Bij zijn vroegtijdige en zeer plotselinge dood liet hij een groot aantal onvoltooide manuscripten na, waaronder Veluwse toponiemen en diverse artikelen over plaatsnamen uit de Achterhoek, Salland en Peelland.
Ter Laak was gehuwd, woonde in Amsterdam en had één dochter. Hij werd begraven op begraafplaats De Nieuwe Ooster te Amsterdam.

## Boeken, rapporten en artikelen
- Laak, J.C. ter, 2003-2004. Het Drentse toponiem Vries. Naamkunde 35 (2003/2004), p. 187-201. Leuven/Amsterdam.[1]
- Groenewoudt, B.J. en J. ter Laak, 2004. De taal van het landschap. Archeologische monumentenzorg. Nieuwsbrief van de Rijksdienst voor het Oudheidkundig Bodemonderzoek 9:2, 7-9. Rijksdienst voor het Oudheidkundig Bodemonderzoek, Amersfoort.[2]
- Laak, J.C. ter, 2005. De taal van het landschap. Pilotproject toponiemen in de Berkelstreek. Rapportage Archeologische Monumentenzorg 123. Rijksdienst voor het Oudheidkundig Bodemonderzoek, Amersfoort.
- Laak, Jan ter, 2005-2006. Het toponymisch element dolder/dulder. Pleidooi voor een bredere benadering van de toponymie. Naamkunde 36 (2005/2006), p. 213-222. Leuven/Amsterdam.[3]

## Deelbijdragen
- Willemse, N., F. de Roode en P. van der Heijden (red), 2008. Cultuurhistorie in Beeld. Een multidisciplinair pilotproject naar verborgen cultuurhistorie op de (West-)Veluwe. Met inhoudelijke bijdragen van J. Neefjes, N. Willemse, F. de Roode, H. Bleumink, A. Roos, J. ter Laak, W. Laan, A. de Boer, G. Maas, R. Datema, M. Grievink en D. van Smeerdijk. RAAP-rapport 1829. RAAP Archeologisch Adviesbureau, Amsterdam.

## Voordrachten
- Meertens Instituut, 25 april 2003: Enige overwegingen rond het opzetten van een toponiemendatabase[4]